# Сараевка (станция)
Сара́евка — узловая железнодорожная станция на двухпутной  электрифицированной линии Курск — Белгород с примыканием двухпутной неэлектрифицированной линии Сараевка — Старый Оскол, расположена в Солнцевском районе Курской области в 4 км к северо-западу от одноимённого села, рядом с хутором Буланец. Станция относится к Белгородскому региону Юго-Восточной железной дороги РЖД. Пункт оборота электропоездов, следующих от станции Белгород. Бо́льшая часть поездов дальнего следования и грузовых поездов на станции не останавливается. Смена локомотивов поездов, следующих по неэлектрифицированной линии Сараевка — Старый Оскол, производится в основном на станции Ржава, расположенной чуть южнее. Вокзал станции одноэтажный, выполнен по типовому проекту. Внешнее оформление вокзала посвящено строительству железнодорожной линии Ржава — Сараевка — Старый Оскол в 1943 году.

## Пригородное сообщение
Пригородное сообщение осуществляется по маршрутам:
- Белгород — Курск (2 электричек в направлении Курска и 2 в направлении Белгорода)
- Ржава — Старый Оскол (2 пары пригородных поездов на тепловозной тяге ежесуточно)

## Поезда дальнего следования
Долгое время на станции Сараевка делал остановку только пассажирский поезд № 903/904 Белгород — Воронеж, следующий по линии Сараевка — Старый Оскол. С 1 октября 2010  года отменён.

## История

Паровоз 1943 года, участник исторического сражения на Курской дуге

Белгород. Железнодорожный музей ЮВЖД. Фото 2019 года

Станция Сараевка была открыта в 1876 году на действующей линии Курско-Харьковско-Азовской железной дороги.
8 июня 1943 года, в ходе подготовки к Курской битве, Государственный Комитет Обороны принял постановление «О строительстве линии Старый Оскол — Ржава» протяженностью 95 километров по облегченным техническим условиям. Новая линия была построена и введена в эксплуатацию всего за 31 день (строительство велось с 15 июня по 17 июля 1943 года). Железнодорожная линия Ржава — Сараевка — Старый Оскол, получившая название «Дорога Мужества», ускорила доставку грузов, техники и войск к линии фронта и сыграла значительную роль в победе советских войск в Курской битве.
В 1960 году участок Курск — Белгород был электрифицирован (система постоянного тока 3 кВ), через станцию Сараевка стали ходить пригородные электропоезда.
В конце 1980-х планировалось электрифицировать линию Сараевка — Старый Оскол, для этих целей в 2 км от станции была построена станция Сараевка-2. Впоследствии от планов электрификации было решено отказаться и Сараевка-2 была закрыта.

## Перспективы развития
В рамках разрабатываемой Федеральной целевой программы развития железнодорожного транспорта на Белгородском отделении Юго-Восточной железной дороги планируется электрифицировать участок Стойленская — Сараевка протяженностью 83 км, но для этого придётся устраивать стык родов тока, возможно будет нейтральная вставка на железнодорожной станции.